# Rumbeke
Rumbeke is een dorp in de Belgische provincie West-Vlaanderen en een deelgemeente van de stad Roeselare met een 15.000-tal inwoners. Het was een zelfstandige gemeente tot aan de gemeentelijke herindeling van 1977. Het oude dorpscentrum ligt een tweetal kilometer ten oosten van het stadscentrum van Roeselare. Door nieuwe woonwijken en bedrijventerreinen onder andere langs het kanaal Roeselare-Leie is de kern vergroeid geraakt met de stedelijke agglomeratie van Roeselare. De oostelijke grens van Rumbeke wordt gevormd door de snelweg A17/E403; direct daarna begint reeds het stedelijk gebied van Izegem.
Op het grondgebied van de voormalige gemeente Rumbeke liggen nog de gehuchten Zilverberg en Beitem, die beide ook een afzonderlijke parochie hebben.

## Geschiedenis
Proefsleufonderzoeken tussen 1997 en 2001, en een opgraving in 2005-2006 brachten de lange bewoningsperiode van deze gemeente aan het licht. Een grafheuvel uit de bronstijd, Romeinse tegula (kan ook wijzen op middeleeuwse recyclage) en veel Karolingische scherven zijn de bewijzen hiervoor.
De oudste vermelding van Rumbeke is in de 12e eeuw als Rumbeca (brede beek). De parochie omvatte, naast Rumbeke, ook Oekene en Kachtem, welke laatste twee in 1143 werden afgesplitst. In 1889 splitste ook Beitem zich af, terwijl in 1935 ook Zilverberg een eigen parochie kreeg. Van 1116 tot 1559 was het patronaatsrecht van Rumbeke in handen van de Abdij van Sint-Bertinus te Sint-Omaars.
Rumbeke behoorde tot de Kasselrij Ieper. Er lagen vier heerlijkheden waarvan Rumbeke de belangrijkste was. Oorspronkelijk grafelijk bezit kwam het in de 13e eeuw aan de familie Van Wervik, vervolgens aan Van Nevele, Van Lichtervelde, Van Gistel en Van Antoing. In 1426 werd de heerlijkheid verkocht aan Segher van Langemeersch. en in 1479, via huwelijk, aan de familie De Thiennes. In 1649 werd de heerlijkheid verheven tot graafschap.
Tijdens de godsdiensttwisten werd te Rumbeke de kerk geplunderd. Van 1678-1713 was ook Rumbeke Frans bezit.
Vanaf de 16e eeuw was de vlasteelt, en ook de verwerking van vlas tot weefsels, van groot belang. Thuisspinnerij en thuisweverij kwam veel voor, maar tijdens de crisis van 1845-1847 emigreerden veel bewoners naar Frankrijk, waar de mechanisatie al verder gevorderd was. In de 2e helft van de 19e eeuw werd de cichoreiteelt van belang en ook diverse steenovens verschenen.
In 1849 werd een kantonnale weefschool opgericht. In 1906 werd de eerste mechanische weverij opgericht door Adolf Sioen. In 1899 vestigde zich de Société sous nom collectif Boucquey-Sabbe, welke in 1912 tot mechanisatie overging. Ook in 1912 werd de Lainière des Flandres opgericht. In 1928 verscheen een jaquardweverij en in 1923 kwam een conservenfabriek in bedrijf, onder de naam Optima NV.
In 1918 liep het dorp zware schade op door beschietingen. Na de Tweede Wereldoorlog werd een tuinwijk aangelegd.

## Demografische ontwikkeling
- Bronnen:NIS, Opm:1831 tot en met 1970=volkstellingen; 1976 = inwoneraantal op 31 december

## Bezienswaardigheden

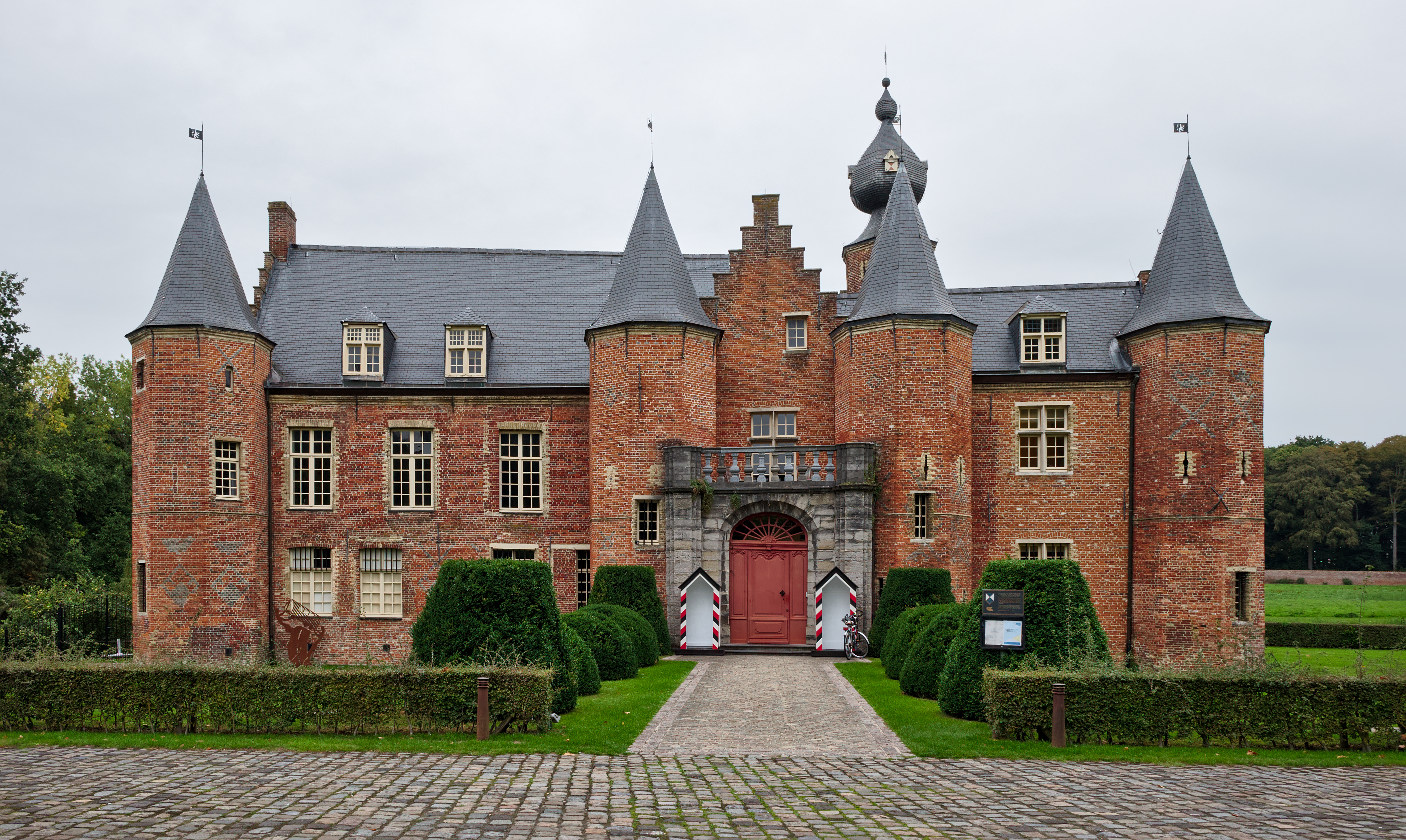
Kasteel van Rumbeke

- Het Kasteel van Rumbeke, gelegen in het Sterrebos, werd tussen 1520 en 1535 gebouwd. Het is een van de oudste kastelen in België die dateren uit de Renaissance. Het werd grotendeels in baksteen opgetrokken, met hier en daar zandsteen. De peerspits werd later toegevoegd.
- Het Baljuwhuis
- De Sint-Petrus en Pauluskerk
- De Kazandmolen

## Natuur en landschap
Rumbeke ligt in Zandlemig Vlaanderen op een hoogte van 16 tot 38 meter. De omgeving is sterk verstedelijkt. De Mandel en het Kanaal Roeselare-Leie zijn gelegen op het grondgebied van Rumbeke. Een belangrijk natuurgebied is het Sterrebos.

## Sport
in Rumbeke werd na de Eerste Wereldoorlog een velodroom in openlucht aangelegd. Deze werd meermaals hersteld en is sindsdien gekend als de wielerpiste Defraeye-Sercu. Voetbalclub KSV Rumbeke is aangesloten bij de KBVB en speelde in haar bestaan twee jaar in de nationale reeksen.

## Evenementen
KSA Torrewachters Rumbeke, de oudste jeugdvereniging van de plaats, verzorgt jaarlijks kermiscafé en nacht van den duvel in en rond hun lokaal op de markt. Vanaf 2004 organiseerde de Rumbeekse scouts jaarlijks het festival Parsipop. Vanaf 2013 werden de gitaren vervangen door DJ's onder de naam Parsidance. Dit festival groeide uit tot het grootste betalende evenement van Roeselare en omstreken. KLJ Rumbeke organiseert jaarlijks Rock je rot en November to remember.

## Bekende inwoners
- Adriaan Willaert, (°ca. 1490), componist gerekend tot de Franco-Vlaamse school.
- Odiel Defraeye, in 1912 de eerste Belgische winnaar van de Ronde van Frankrijk, was een inwoner van Rumbeke. Voor de Eerste Wereldoorlog waren er in West-Vlaanderen zeker 13 wielerbanen, één daarvan werd in Rumbeke aangelegd op initiatief van Defraeye. De velodroom werd in 2002 beschermd als monument.
- Alexander Rodenbach, burgemeester van Rumbeke in de 19e eeuw.
- Edmond Van der Schelden, kapucijn, historicus, schrijver.
- Lectrr, (°1979), de Vlaamse cartoonist, bracht zijn jeugdjaren in Rumbeke door voor hij naar Gent verhuisde.
- Stoffel Vandoorne, (1992), autopiloot.

## Nabijgelegen kernen
Beveren, Roeselare, Zilverberg, Oekene, Kachtem